# OpenBGPD
OpenBGPD es un software permite usar un ordenador de propósito general como enrutador. Es un demonio Unix que implementa, mediante software libre, la versión 4 de Border Gateway Protocol. Gracias a ello una máquina puede intercambiar rutas con otros sistemas usando BGP.
OpenBGPD está desarrollado por Henning Brauer y Claudio Jeker como parte del proyecto OpenBSD. OpenOSPFD, desarrollado por Esben Nørby, es el demonio que acompaña a OpenBGPD y que implementa el protocolo Open Shortest Path First. Esta suite fue desarrollada como una alternativa a paquetes como Quagga, una suite de enrutamiento basada en Linux y que tiene licencia GPL y que no cumple con los requerimientos y estándares de calidad del proyecto.

## Objetivos
Los objetivos de diseño para OpenBGPD incluyen ser seguro, fiable y lo suficiente ligero para la mayoría de usuarios, tanto en el tamaño como en el uso de memoria. El lenguaje de configuración debería ser potente y fácil de usar. También debe ser capaz de manejar rápidamente cientos de miles de entradas en tabla de una manera eficiente, en términos de memoria.